# Hendrik IV van Brabant
Hendrik IV (Leuven, 1251 - Dijon, na 1272) was hertog van Brabant van 1261 tot 1267.
Als oudste zoon van hertog Hendrik III volgde hij zijn vader op, maar wegens zijn minderjarigheid nam zijn moeder, Aleidis van Bourgondië, het regentschap waar. Dit werd echter door haar zwager Hendrik I van Hessen en diens neef, Hendrik van Leuven-Gaasbeek, de heer van Gaasbeek, aangevochten. Aangezien Hendrik mentaal gestoord was, haalde zijn moeder hem over om in mei 1267 troonsafstand te doen ten gunste van zijn broer Jan.
Na de machtsoverdracht trok Hendrik zich terug in een abdij te Dijon in het Bourgondische land van zijn moeder. Hij werd er vergeten en overleed, niemand weet wanneer.

## Voorouders
| Voorouders van Hendrik IV van Brabant | Voorouders van Hendrik IV van Brabant                                            | Voorouders van Hendrik IV van Brabant                                            | Voorouders van Hendrik IV van Brabant                                            | Voorouders van Hendrik IV van Brabant                                            | Voorouders van Hendrik IV van Brabant                                            | Voorouders van Hendrik IV van Brabant                                            | Voorouders van Hendrik IV van Brabant                                                   | Voorouders van Hendrik IV van Brabant                                                   |
| ------------------------------------- | -------------------------------------------------------------------------------- | -------------------------------------------------------------------------------- | -------------------------------------------------------------------------------- | -------------------------------------------------------------------------------- | -------------------------------------------------------------------------------- | -------------------------------------------------------------------------------- | --------------------------------------------------------------------------------------- | --------------------------------------------------------------------------------------- |
| Overgrootouders                       | Hendrik I van Brabant (1160-1235) ∞ Mathilde van Boulogne (±1161–1210)           | Hendrik I van Brabant (1160-1235) ∞ Mathilde van Boulogne (±1161–1210)           | Filips van Zwaben (1177-1208) ∞ 1197 Irena Angela (1177-1180)                    | Filips van Zwaben (1177-1208) ∞ 1197 Irena Angela (1177-1180)                    | Odo III van Bourgondië (1166-1218) ∞ 1299 Adelheid van Vergy (1182–1252)         | Odo III van Bourgondië (1166-1218) ∞ 1299 Adelheid van Vergy (1182–1252)         | Robert III van Dreux (1185-1234) ∞.1210 Eleonora van Saint-Valery-sur-Somme (1192-1250) | Robert III van Dreux (1185-1234) ∞.1210 Eleonora van Saint-Valery-sur-Somme (1192-1250) |
| Grootouders                           | Hendrik II van Brabant (1207-1248) ∞ Maria van Zwaben (1201-1235)                | Hendrik II van Brabant (1207-1248) ∞ Maria van Zwaben (1201-1235)                | Hendrik II van Brabant (1207-1248) ∞ Maria van Zwaben (1201-1235)                | Hendrik II van Brabant (1207-1248) ∞ Maria van Zwaben (1201-1235)                | Hugo IV van Bourgondië (1212-1272) ∞ 1229 Yolande van Dreux (1212-1248)          | Hugo IV van Bourgondië (1212-1272) ∞ 1229 Yolande van Dreux (1212-1248)          | Hugo IV van Bourgondië (1212-1272) ∞ 1229 Yolande van Dreux (1212-1248)                 | Hugo IV van Bourgondië (1212-1272) ∞ 1229 Yolande van Dreux (1212-1248)                 |
| Ouders                                | Hendrik III van Brabant (1231-1261) ∞ +/-1251 Aleidis van Bourgondië (1233-1273) | Hendrik III van Brabant (1231-1261) ∞ +/-1251 Aleidis van Bourgondië (1233-1273) | Hendrik III van Brabant (1231-1261) ∞ +/-1251 Aleidis van Bourgondië (1233-1273) | Hendrik III van Brabant (1231-1261) ∞ +/-1251 Aleidis van Bourgondië (1233-1273) | Hendrik III van Brabant (1231-1261) ∞ +/-1251 Aleidis van Bourgondië (1233-1273) | Hendrik III van Brabant (1231-1261) ∞ +/-1251 Aleidis van Bourgondië (1233-1273) | Hendrik III van Brabant (1231-1261) ∞ +/-1251 Aleidis van Bourgondië (1233-1273)        | Hendrik III van Brabant (1231-1261) ∞ +/-1251 Aleidis van Bourgondië (1233-1273)        |
| Hendrik IV van Brabant (1251-1272)    |                                                                                  |                                                                                  |                                                                                  |                                                                                  |                                                                                  |                                                                                  |                                                                                         |                                                                                         |

- Gemeinsame Normdatei: 136201458
- Virtual International Authority File: 80587134